# Papilio erithonioides
Papilio erithonioides är en fjärilsart som beskrevs av Grose-smith 1891. Papilio erithonioides ingår i släktet Papilio och familjen riddarfjärilar. Inga underarter finns listade i Catalogue of Life.

## Bildgalleri

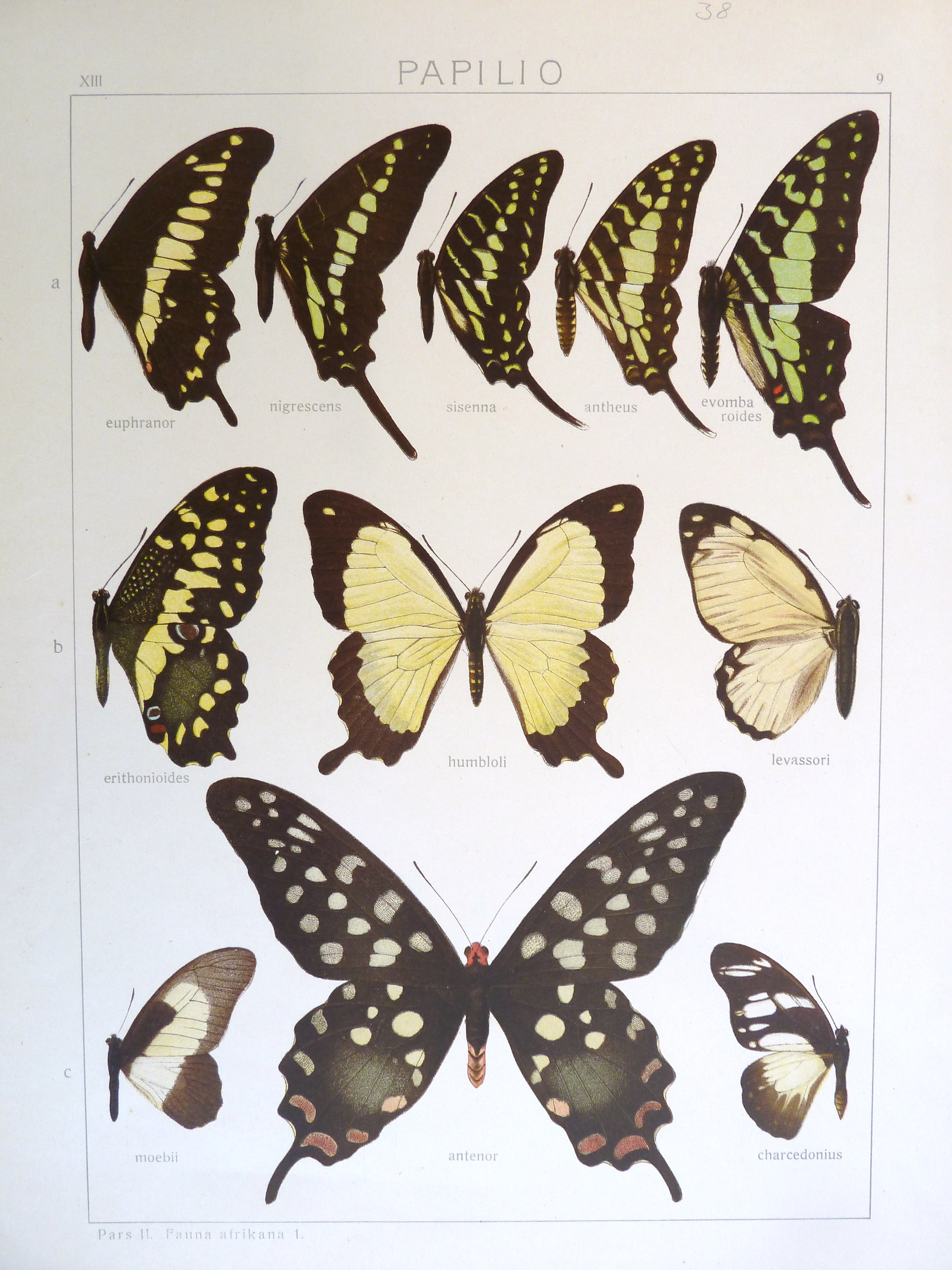
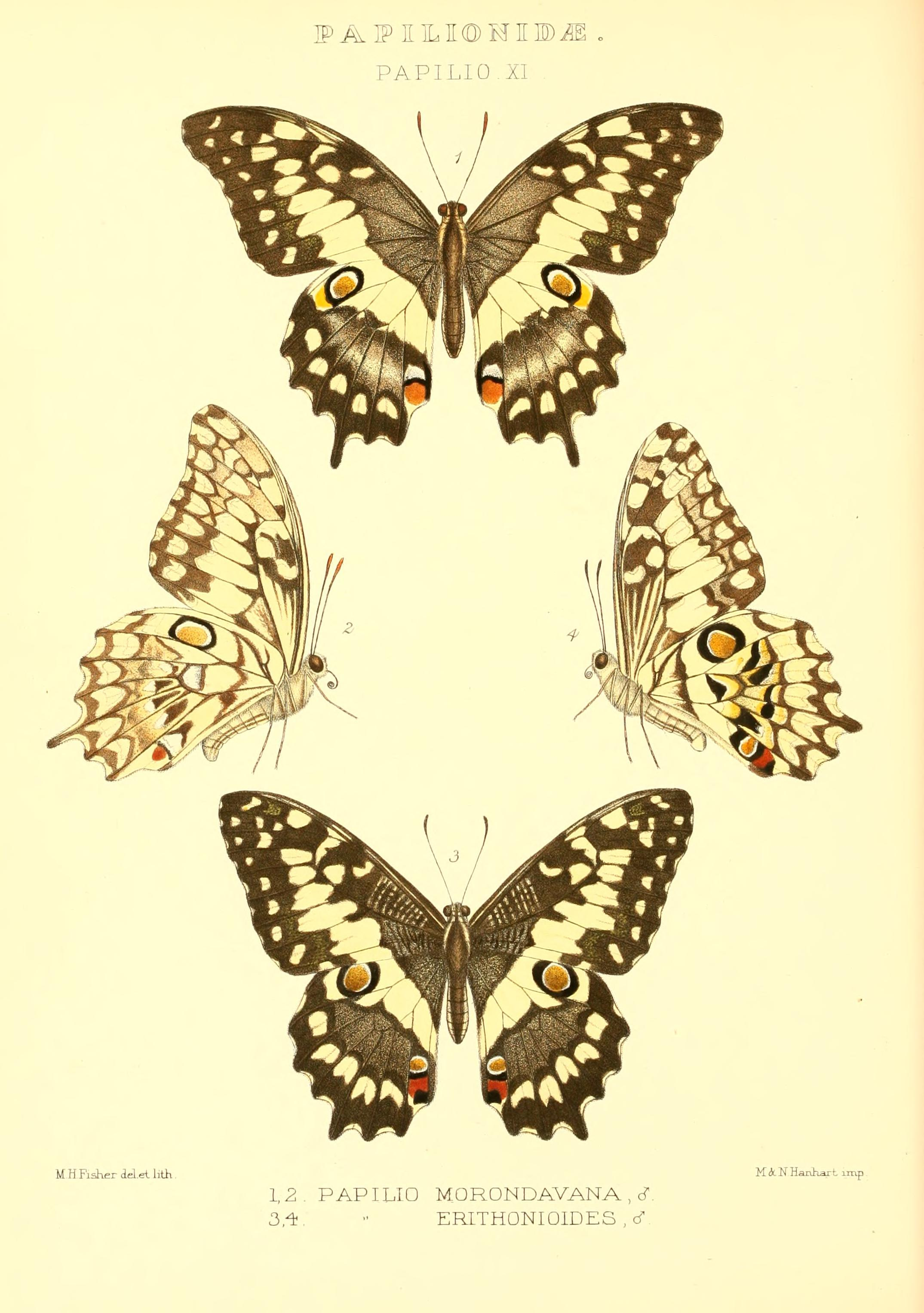